# 생명진화사 연표

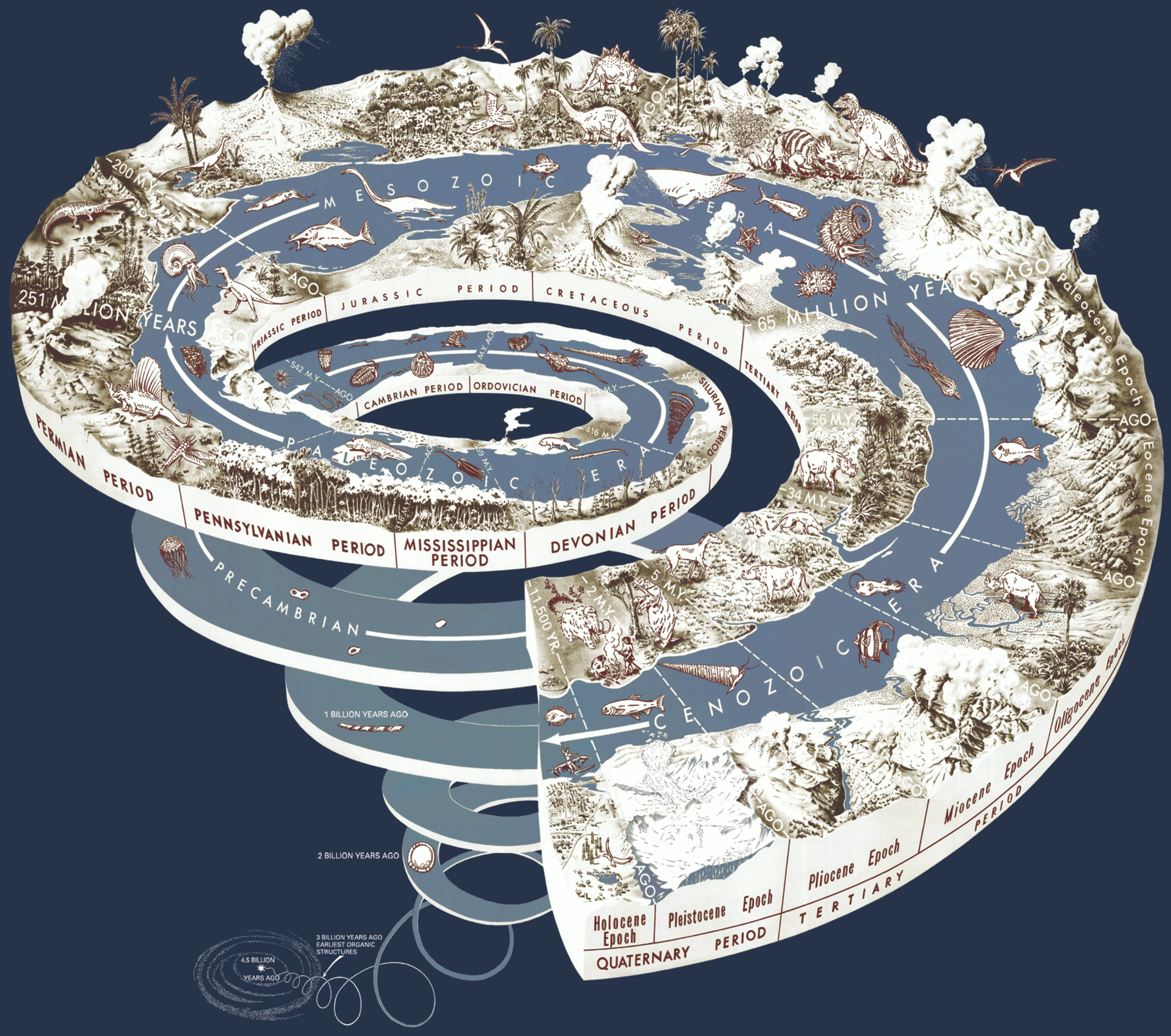

생명진화사(영어: evolutionary history of life)란 행성 지구의 생명이 발전하는 동안 있었던 중요한 사건들을 주류 과학 이론에 따라 서술한 것이다. 생물학에서 진화란 유전가능한 생물집단의 특징이 연속적인 세대에 걸쳐 변화하는 모든 변화를 말한다. 진화의 과정은 계에서 종, 그리고 개별 생물체와 DNA와 단백질 같은 분자에 이르기까지 생명의 모든 수준에서 다양성을 발생시킨다. 현재 지구상의 모든 유기생명체들 사이의 유사성은, 현존하는 생물종과 절멸해서 없어진 생물종들이 모두 어떠한 공통조상으로부터 진화의 과정을 통해 분기되었음을 보여준다. 지구의 탄생 이래 지금까지 지구상에 살았던 생물종 가운데 99& 이상이 절멸한 것으로 추산된다. 현존하는 생물종은 전체 진화사에서 극히 일부에 지나지 않는 것이다. 현재 지구상의 생물종은 1,000만에서 1,400만 사이로 추정되지만, 그 가운데 기재된 종은 120만 종에 불과하다.
환경의 변화, 다른 생물과의 경쟁, 돌연변이로 인한 신종의 출현 등으로 인해 생물종들은 끊임없이 절멸한다. 때때로 평소보다 훨씬 높은 절멸률로 지구상의 생물다양성이 급격히 감소할 때도 있는데, 이를 대량절멸이라 한다. 대량절멸은 어느 한 순간의 단일한 사건이 아니고, 지질학적인 스케일에서 비교적 짧은 시간동안 소규모 절멸이 무수하게 누적되는 현상이다.
지구 역사상 최초의 대량절멸은 24억 년 전의 산소 대폭발 사건이다. 이로 인해 지구상의 절대혐기성 미생물의 절대다수가 절멸했다. 그 이래로 주요한 대량절멸은 다음 다섯 가지를 꼽는다.

현생누대 기간 해양생물 절멸 정도.

- 오르도비스기-실루리아기 대량절멸: 4억 4000만 년 전. 필석류를 비롯해 전체 생물종의 86%가 절멸.
- 데본기 말기 대량절멸: 3억 7500만 년 전. 대부분의 삼엽충을 비롯해 전체 생물종의 75%가 절멸.
- 페름기-트라이아스기 대량절멸: 2억 5100만 년 전. 판상산호, 그 당시의 나무 대부분, 단궁류를 비롯해 전체 생물종의 96%가 절멸.
- 트라이아스기-쥐라기 대량절멸: 2억 년 전. 코노돈트를 비롯해 전체 생물종의 80%가 절멸.
- 백악기-팔레오기 대량절멸: 6억 600만 년 전. 암모나이트, 어룡, 장경룡, 익룡, 공룡을 비롯해 전체 생물종의 75%가 절멸.

이 대재앙들 사이사이에 그보다는 작은 절멸사건들도 존재하며, 개중에 어떤 것들은 과학자들이 지질시대를 구분하는 데 사용될 정도로 큰 것도 있다. 지금은 홀로세 멸종이 진행 중이다.
대량절멸의 요인으로는 대륙이동, 대기 및 해양의 화학조성 변화, 화산활동 및 조산운동, 빙하의 변화, 해수면 변화, 충돌사건 등이 있다.

## 명왕누대

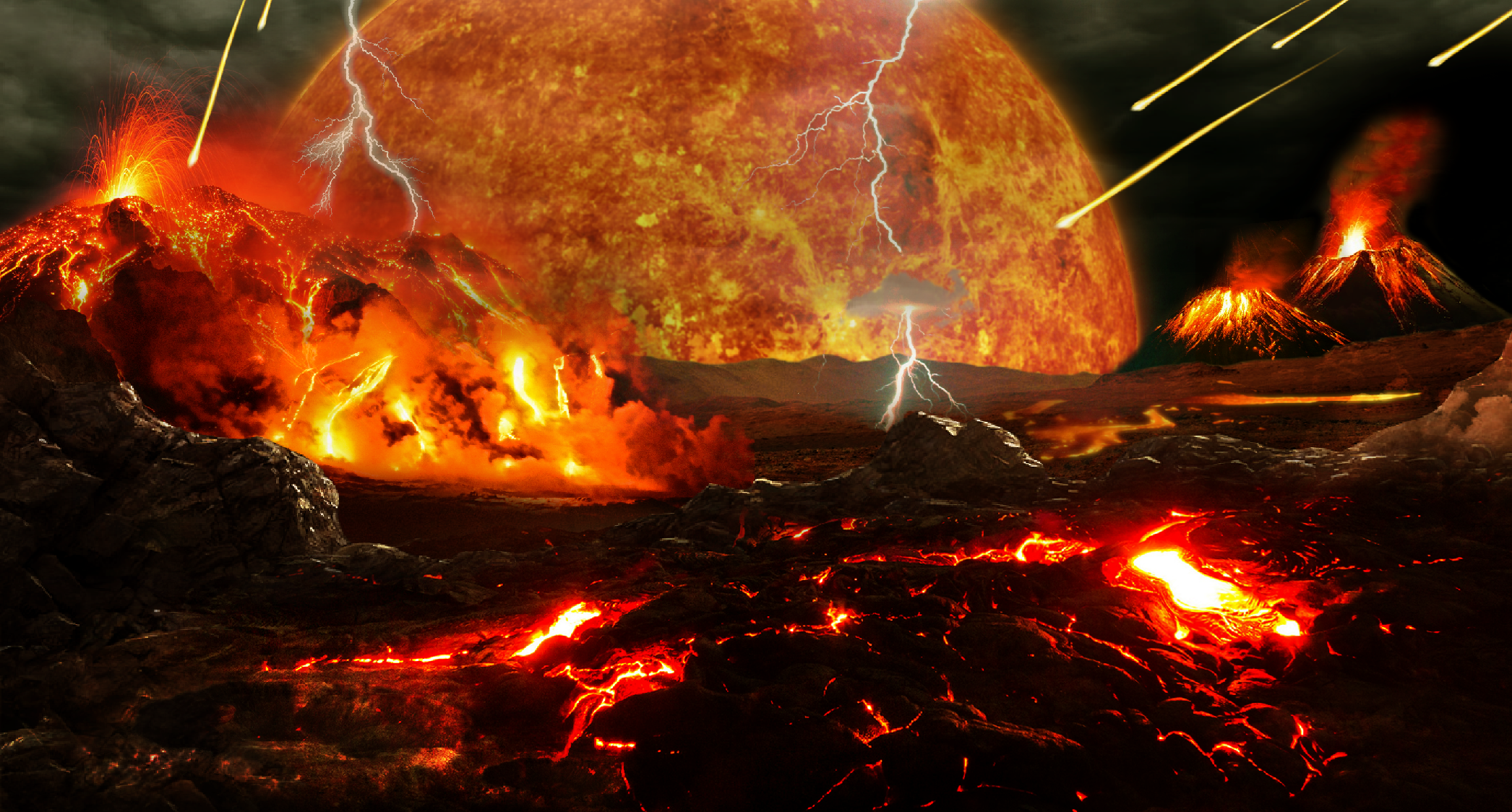

40억 년 전 이전.
| 연대              | 사건 |
| ----------------- | --- |
| 46억 년 전        | 젊은 태양 주위를 도는 강착원반으로부터 행성 지구가 만들어지다. 생명이 탄생하기 위해 필요한 유기화합물은 지구 자체가 생겨나기도 전에 원시 행성계 원반 속에서 먼저 형성되었을 것이다. |
| 45억 년 전        | 대충돌 가설에 따르면, 테이아라는 천체와 지구가 충돌한 결과 달이 만들어졌다. 달의 중력은 지구의 출렁이던 자전축을 안정시켜 생명이 기원할 수 있는 환경을 마련했다.                    |
| 44억 년 전        | 지구상에 액체 상태의 물이 등장하다. |
| 43억 7400만 년 전 | 지금까지 발견된 가장 오래된 지르콘 결정의 나이. |
| 42억 8000만 년 전 | 최초의 생명체가 나타났을 가능성 있음. |

## 시생누대

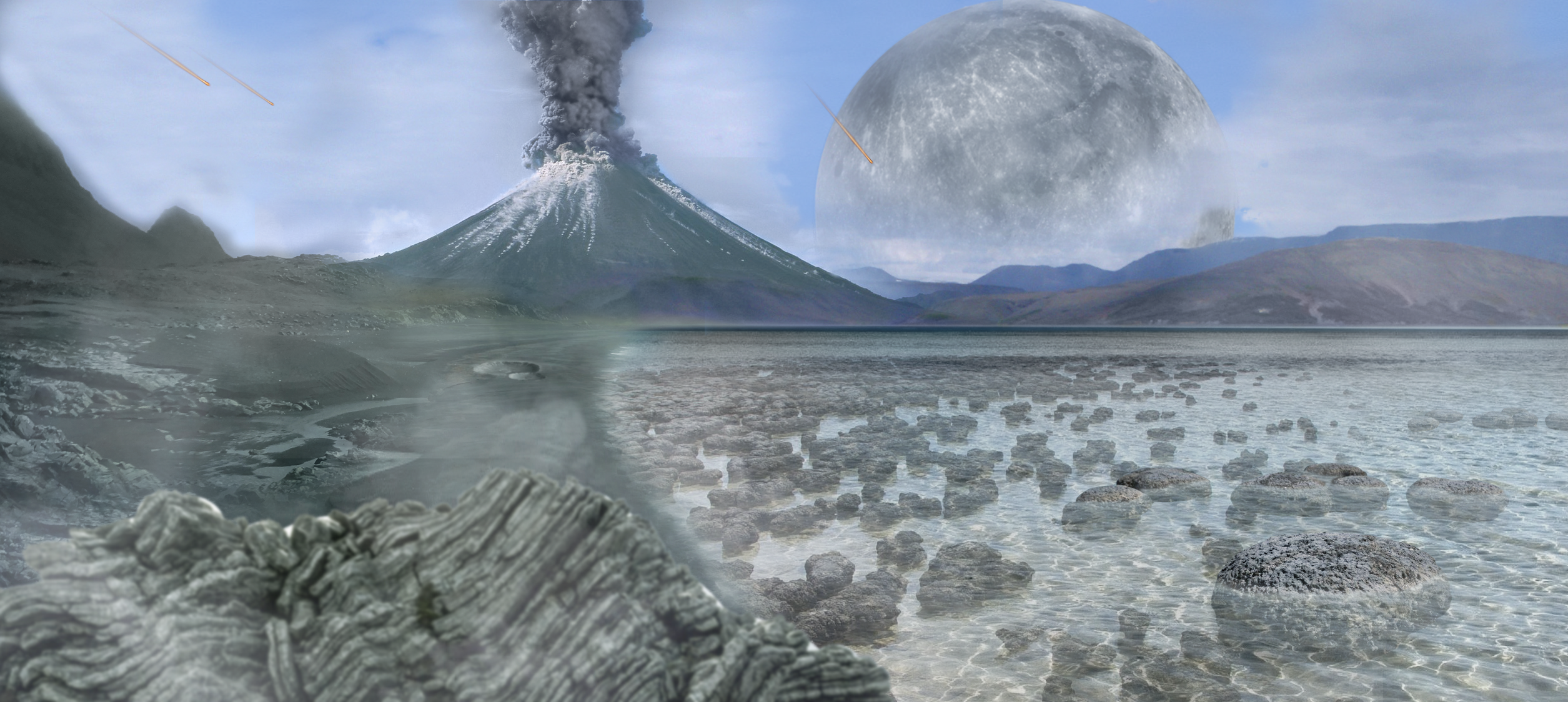

40억 년 전 - 25억 년 전.
| 연대            | 사건 |
| --------------- | --- |
| 40억 년 전      | 캐나다 노스웨스트 준주의 슬레이브 강괴의 아카스타 편마암 녹암대가 형성되다. 현존하는 가장 오래된 암석. |
| 41억–38억 년 전 | 후기 대폭격(LHB): 해왕성의 궤도 이동으로 인해 미행성체, 유성체가 태양계 안쪽으로 쏟아졌다. 운석에 엄청나게 두들겨맞음으로써 발생한 지구의 열흐름이 생명의 탄생 또는 초기 생명의 다양화에 기여했을 가능성이 있다. 웨스턴오스트레일리아의 41억 년 된 암석에서 "생물학적 생명"(biotic life)의 흔적이 발견된 바, 이 시기에 생명이 출현했을 가능성이 가장 높다.     |
| 39억–25억 년 전 | 원핵생물과 비슷한 세포가 나타났다. 이 생명체는 이산화탄소에서 탄소를 얻고 무기물을 산화해서 에너지를 얻었다. 최초의 화학영양생물. |
| 38억 년 전      | 그린란드 서남부 이수아 녹암대가 형성되다. 이 녹암대의 동위원소비는 이 시기에 생명이 존재했음을 시사한다. 캐나다 누부아티크 녹암대의 호상철광층에 생물기원 적철석이 함유되어 있고, 웨스턴오스트레일리아에서 발견된 사암에서는 미생물 매트 화석이 발견되었다. |
| 35억 년 전      | 모든 생물의 공통 조상(LUCA)이 살았던 시절. 세균과 고균이 갈라졌다. 세균류는 원시적 형태의 광합성을 발달시켰지만 아직 산소를 생산하지는 못했다. 이 원시적 유기생명체들은 전기화학적 기울기를 이용해 에너지원인 아데노신 삼인산(ATP)을 창출했다. 이 기전은 오늘날까지 모든 유기생명체의 생명유지에 변함없이 사용되고 있다.                                       |
| 32억 년 전      | 아크리타크가 다양하게 분화하고 수적으로 팽창하다. |
| 30억 년 전      | 남세균이 출현하다. 남세균은 물을 환원제로 사용해 산소를 폐기물로 배출했다. 이렇게 만들어진 산소는 가장 먼저 바닷속에 녹아 있던 철을 산화시켜 철광석을 만들었다. 철이 모두 산화되자 대기 중의 산소 농도가 서서히 증가하기 시작했다. 산소는 이제껏 진화해서 살고 있던 혐기성 미생물들에게 치명적인 독이었고, 결국 최초의 대량절멸인 산소 대폭발 사건이 일어난다. |
| 28억 년 전      | 미생물이 육상에 올라온 가장 오래된 증거들인, 유기물이 풍부한 고생토와 충적층이 만들어진 시기. 일부는 미소화석이 포함되어 있는 것도 있다. |

## 원생누대
25억 년 전 - 5억 4200만 년 전. 고원생대, 중원생대, 신원생대로 나뉜다.

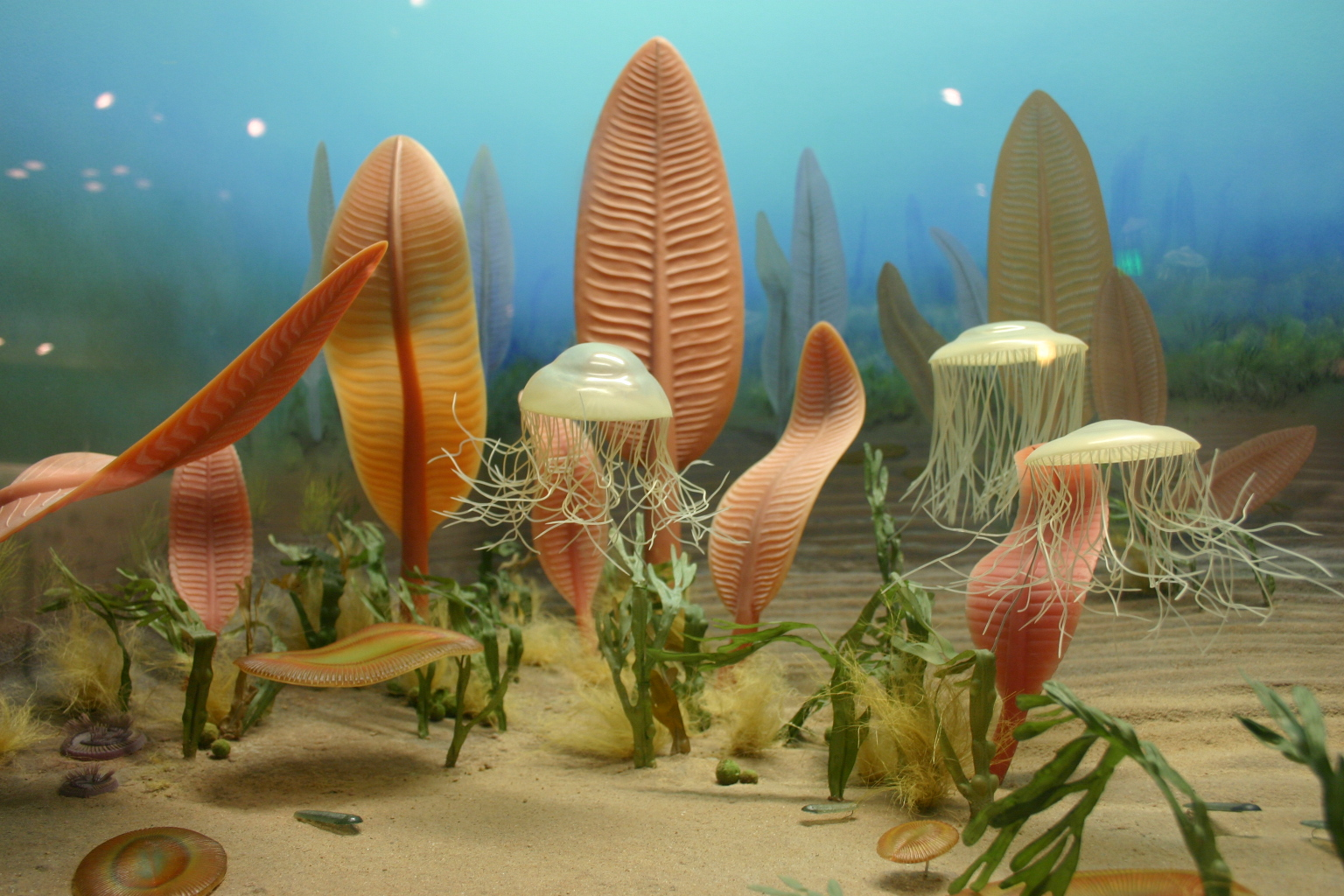

| 연대                        | 사건 |
| --------------------------- | --- |
| 25억 년 전                  | 그동안 남세균의 광합성으로 쌓여온 산소 농도로 인한 산소 대폭발 사건. 혐기성 미생물의 대량절멸. 일부 해양지각의 밀도가 충분히 높아져 섭입대가 만들어져 판구조운동이 시작되다. |
| 18억 5000만 년 전           | 진핵세포가 출현하다. 진핵생물은 세포막 속에 감싸인 다양한 세포소기관을 가지고, 세포소기관들이 각자 기능을 수행한다. 아마 원핵생물들끼리 식작용으로 합쳐져서 출현한 것으로 생각된다(세포공생설, 내생생물 참조). 한편 세균감염 바이러스(박테리오파지)가 비슷한 시기에 출현했다. 진핵생물과 원핵생물은 제각기 다양하게 분화하며 번창한다. 적색층을 보면 이 시기에 산화성 대기가 만들어졌음을 알 수 있다. 이런 환경도 진핵생물의 확산에 유리했다. |
| 14억 년 전                  | 스트로마톨라이트의 다양성이 급증하다. |
| 13억 년 전                  | 최조의 육상 진균의 출현. |
| 12억 년 전                  | 단세포 진핵생물은 감수분열과 유성생식을 한다. 어쩌면 모든 진핵생물의 공통조상 때부터 이미 그랬을 수도 있다. 성은 심지어 RNA 세계 때만킄 일찍이부터 존재했을 수도 있다. 유성생식의 출현은 화석 기록에 나타나며, 진화를 거듭하면서 유성생식이 늘어났을 것이다. |
| 10억 년 전                  | 진핵생물이 처음으로 육지로 올라가다. 광합성을 하는 다세포생물이었다. 이는 어쩌면 식물이 우리가 생각하던 것보다 훨씬 일찍 출현했을 수도 있음을 시사한다. |
| 7억 5000만 년 전            | 최초의 원생동물의 출현, 동물의 진화의 시작. |
| 7억 2000만–6억 3000만 년 전 | 눈덩이 지구. 지구 전체가 얼어붙고 빙하로 뒤덮이다. 눈덩이 지구가 생물다양성과 진화를 촉진했을지 아니면 저해했을지에 관해서는 학자마다 의견이 갈린다. 눈덩이 지구의 원인은 육상 식물이 출현해서 대기 중에 산소가 급증하고 이산화탄소 양이 급감했기 때문이라고 생각된다. |
| 6억 년 전                   | 대기 중에 산소가 충분히 많아져 오존층이 형성되다. 오존층 형성 이전의 육생 생명은 자외선 복사를 이겨내기 위해 뭔가 다른 화학물질을 사용했을 것이다. |
| 5억 8000만–5억 4200만 년 전 | 에디아카라 생물군. 최초의 대형 수생 다세포 유기생명체들의 출현. 다만 에디아카라 생물군이 어느 계에 속하는지에 관해서는 논쟁이 분분하다. |
| 5억 8000만–5억 년 전        | 캄브리아기 대폭발. 현존하는 동물 문의 대부분이 이 때 출현했다. |
| 5억 5000만 년 전            | 유즐동물(빗해파리), 해면동물, 자포동물(산호 및 말미잘)의 가장 오래된 화석. 초기 좌우대칭동물인 이카리아 와리우티아가 출현하다. |

## 현생누대
5억 4200만 년 전 - 현재
현생누대는 화석이 풍부하다. 고생대, 중생대, 신생대의 세 대(era)로 나뉘며, 각 대는 안팎으로 주요 대량절멸로써 구분된다.

### 고생대
| Date                                  | Event |
| ------------------------------------- | --- |
| 5억 3500만 년 전                      | 대폭발의 계속. 해양생명체가 매우 다양해져서 절지동물(삼엽충, 갑각류), 척삭동물, 극피동물, 연체동물, 완족동물, 유공충, 방산충이 출현하다. |
| 5억 3000만 년 전                      | 최초의 육상 발자국 화석. |
| 5억 2500만 년 전                      | 가장 오래된 필석류 화석. |
| 5억 1100만 년 전                      | 가장 오래된 갑각류 화석. |
| 5억 1000만 년 전                      | 두족류(앵무조개류)와 다판류가 출현하다. |
| 5억 500만 년 전                       | 버제스 셰일이 화석이 되다. |
| 5억 년 전                             | 늦어도 이 때부터는 해파리가 존재했다. |
| 4억 8500만 년 전                      | 진정한 의미에서 뼈를 가진 척추동물이 출현하다(턱 없는 물고기). |
| 4억 5000만 년 전                      | 코노돈트와 성게류가 출현하다. |
| 4억 4000만 년 전                      | 턱 있는 물고기가 출현하다(이린어강, 회갑어강, 가갑어강). |
| 4억 2000만 년 전                      | 조기어(빗살모양 지느러미가 있는 물고기), 원시거미(트리고노타르부스목), 전갈이 출현하다. |
| 4억 1000만 년 전                      | 물고기에게 이빨이 진화하다. 앵무조개, 석송이 출현하다. |
| 3억 9500만 년 전                      | 지의류, 쇠뜨기, 장님거미, 응애, 육각동물, 톡토기, 암모나이트가 출현하다. 가장 오래된 육상사지동물의 흔적화석이 만들어진 것도 이 때. |
| 3억 6500만 년 전                      | 최초의 걸어다닐 수 있는 척추동물 아칸토스테가의 출현. |
| 3억 6300만 년 전                      | 석탄기 초엽쯤부터 지구가 오늘날과 지극히 비슷해졌다. 곤충이 땅을 정복했고 곧 하늘로 진출할 것이며, 상어가 바다의 최고 포식자로 군림했다. 또한 식물이 땅을 뒤덮기 시작해 종자식물과 삼림이 출현했다. 사지동물들은 육상생활에 서서히 적응해갔다. |
| 3억 6000만 년 전                      | 게와 양치식물이 출현하다. 육상 식물상은 양치종자식물이 우세했다. 신항삼림이 이 무렵의 삼림 화석이다. |
| 3억 5000만 년 전                      | 은상어, 먹장어가 출현하다. 또한 크라운그룹 사지동물(손발가락이 다섯 개이고 지느러미와 어린이 없는 사지동물)이 출현하다. |
| 3억 4000만 년 전                      | 양서류가 다양하게 번창하다. |
| 3억 3000만-3억 2000만 년 전           | 양막류가 출현하다(팔레오튀리스). |
| 3억 2000만 년 전                      | 석탄기 말엽에 단궁류(포유류의 조상)와 용궁류(파충류와 조류의 조상)가 갈라지다. |
| 3억 500만 년 전                       | 석탄기 우림 붕괴. 양서류 독주시대가 저물고 양막류가 우세해지다. 식물계에서는 종자식물이 양치식물과 석송류를 누르고 우세해지다. 이궁류가 출현했다(페트롤라코사우루스).                                                                          |
| 2억 9600만 년 전                      | 가장 오래된 문어 화석(포히세피아). |
| 2억 8000만 년 전                      | 가장 오래된 딱정벌레 화석. 종자식물과 구과식물이 번창하고 인목류와 속새류가 쇠퇴했다. 동물계에서는 분추목 양서류(에리옵스)와 반룡목 단궁류(디메트로돈)가 다양하게 번창했다.                                                                    |
| 2억 7500만 년 전.                     | 수궁목 단궁류(포유류의 직계조상)와 반룡목 단궁류가 갈라지다. |
| 2억 7000년 전                         | 가장 오래된 고르고놉스류 화석. |
| 2억 5100만 9000 -2억 5100만 4000년 전 | 페름기-트라이아스기 대량절멸. 해양생물종의 95%가 절멸하다. 육상생태계는 해양생태계에 비해 타격이 적어서, 3000만 년만에 생물다양성을 완벽히 회복했다.                                                                                           |

### 중생대
| 연대             | 사건 |
| ---------------- | --- |
| 2억 5000만 년 전 | 중생대 해양 혁명의 시작. 환경에 잘 적응한 해양포식동물들이 엄청나게 다양하게 번창하고, 빠른 진화와 적응이 이루어지면서 바닷속 "세력균형"이 시시각각 바뀌다. |
| 2억 5000만 년 전 | 개구리가 출현하다(트리아도바트라쿠스 마시노티) |
| 2억 4800만 년 전 | 철갑상어와 주걱철갑상어가 출현하다. |
| 2억 4500만 년 전 | 어룡이 출현하다. |
| 2억 4000만 년 전 | 진견치수류와 린코사우루스류가 다양하게 번창하다. |
| 2억 2500만 년 전 | 공룡(플라테오사우루스), 새조개, 진골어, 포유류(아델로바실레우스)가 출현하다. 소철류, 유사소철, 구과식물이 다양하게 번창하다. |
| 2억 2000만 년 전 | 겉씨식물의 삼림이 지상을 뒤덮다. 초식동물들은 영양이 빈약한 식물을 먹고사느라 내장이 길어져야 했고 그에 따라 몸집이 커지다. 파리와 거북(오돈토켈뤼스)이 출현하다. 코엘로피시스류가 출현하다.                                                                                 |
| 2억 500만 년 전  | 트라이아스기-쥐라기 대량절멸. 물속으로 들어가 악어의 조상이 된 악어형상목을 제외한 위악류가 싸그리 사라지다. 그 빈 자리를 공룡과 익룡이 채우다. 본격적인 공룡시대의 시작. |
| 2억 년 전        | 진핵세포를 감염시키는 바이러스가 늦어도 이 때부터 존재했다. 진화사에서 바이러스의 위치는 여전히 수수께끼다. 바이러스가 "생명"보다 먼저 출현했는지, 반대로 비교적 최근의 현상인지조차 확실하지 않다. 아직까지 남아 있던 대형 양서류들이 절멸하고, 장순아목 공룡들이 출현하다. |
| 1억 9500만 년 전 | 용각류가 출현하다. 비교적 작은 조반류 공룡(헤테로돈토사우루스, 스켈리도사우루스)이 다양하게 번창하다. |
| 1억 9000만 년 전 | 플리오사우루스류 기룡, 나비목 곤충(아르카이올레피스), 집게, 불가사리, 불규칙성게, 쇄방사늑조개과 이매패류, 태형동물이 출현하다. 해면초가 널리 발달하다. |
| 1억 7600만 년 전 | 검룡류 공룡이 출현하다. |
| 1억 7000만 년 전 | 도롱뇽, 영원, 엘라스모사우루스류 장경룡, 클라도테리아 포유류가 출현하다. 용각류 공룡이 다양하게 번창하다. |
| 1억 6500만 년 전 | 가오리와 밤색무늬조개류 이매패류, 흡혈오징어가 출현하다. |
| 1억 6300만 년 전 | 프테로닥틸루스류 익룡이 출현하다. |
| 1억 6100만 년 전 | 각룡류 공룡(인롱), 진수하강 포유류(유라마이아)가 출현하다. |
| 1억 6000만 년 전 | 다구치목 포유류(루고소돈)가 출현하다. |
| 1억 5500만 년 전 | 흡혈곤충(등애모기과), 루디스트 이매패류, 순구목 태형동물, 시조새(아르카이옵테릭스), 트리코노돈과 포유류, 대추목 포유류가 출현하다. 검룡류 공룡과 수각류 공룡이 다양하게 번창하다.                                                                                            |
| 1억 5300만 년 전 | 소나무가 출현하다. |
| 1억 4000만 년 전 | 왕거미가 출현하다. |
| 1억 3500만 년 전 | 속씨식물의 흥기. 동물의 힘을 통해 수분하는 속씨식물은 동물과 공진화해서 엄청난 혁신과 진화를 이끌어냈다. 민물에 사는 가로목거북, 난바다곤쟁이가 출현하다. |
| 1억 2000만 년 전 | 부등편모조류의 가장 오래된 화석. |
| 1억 1500만 년 전 | 단공목 포유류가 출현하다. |
| 1억 1200만 년 전 | 크시팍티누스가 출현하다. |
| 1억 1000만 년 전 | 헤스페로르니스가 출현하다. 바탕무늬조개과, 말발조개과 이매패류가 출현하다. |
| 1억 600만 년 전  | 체장 최대의 수각류 육식공룡 스피노사우루스가 출현하다. |
| 1억 년 전        | 꿀벌이 출현하다. |
| 9500만 년 전     | 악어가 출현하다. |
| 9000만 년 전     | 어룡이 절멸하다. 뱀, 맵시조개과 이매패류, 진드기가 출현하다. 속씨식물이 다양하게 번창하다(목련, 장미, 조록나무, 외떡잎식물, 생강 등). 태반하강 포유류가 이 무렵 출현했을 가능성이 있다(가장 확실한 화석은 6600만 년 전).                                                     |
| 8000만 년 전     | 개미가 출현하다. |
| 7000만 년 전     | 다구치목 포유류가 다양하게 번창하다. 반달조개과 이매패류가 등장하다. |
| 6800만 년 전     | 티란노사우루스, 트리케라톱스가 출현하다. |

### 신생대
| 연대                         | 사건 |
| ---------------------------- | --- |
| 6600만 년 전                 | 백악기-팔레오기 대량절멸. 동물종 전체의 절반이 쓸려나가다. 바다도마뱀, 익룡, 장경룡, 암모나이트, 벨렘나이트, 루디스트, 이노케라무스과 이매패류, 유공충의 대부분, 그리고 새를 제외한 모든 공룡이 절멸하다. |
| 6600만 년 전                 | 고위도 지역을 구과식물과 은행나무가 뒤덮다. 한편 동물계에서는 포유동물들이 우점종이 되다. 자패과 이매패류, 설치류가 출현하다. 개미가 다양하게 번창하다. |
| 6300만 년 전                 | 육식성 포유류(식육목) 진화에서 중요한 그룹인 육치목이 진화하다. |
| 6200만 년 전                 | 펭귄이 출현하다. |
| 6000만 년 전                 | 대형 날지 못하는 새가 다양하게 번창하다. 영장류, 빈치류, 식육목, 식충목 포유류, 반투명조개과 이매패류, 올빼미가 출현하다. 식육목의 조상인 미아키스가 이 시기에 살았다. |
| 5900만 년 전                 | 돛새치가 출현하다. |
| 5600만 년 전                 | 가스토르니스가 출현하다. |
| 5500만 년 전                 | 현생조류가 다양하게 번창하여 연작류, 앵무, 아비, 칼새, 딱따구리가 출현하다. 고래(히말라야케투스), 토끼, 아르마딜로, 해우, 장비류, 기제류, 우제류 포유류가 출현하다. 속씨식물이 다양하게 번창하다. 백상아리속과 청상아리속의 조상이 이 시기에 살았다. |
| 5200만 년 전                 | 박쥐가 출현하다(오뉘코뉙테리스) |
| 5000만 년 전                 | 와편모충과 원적조류의 미소화석 다양성이 절정에 달했다. 브론토테리움, 맥, 코뿔소, 낙타가 출현하다. 영장류가 다양하게 번창하다. |
| 4000만 년 전                 | 현생 나비와 나방이 출현하다. 가스토르니스가 절멸하다. 최초의 거대화 고래(바실로사우루스)가 출현하다. |
| 3800만 년 전                 | 곰이 출현하다. |
| 3700만 년 전                 | 님라부스(가짜 검치호), 앨리게이터가 출현하다. |
| 3500억 년 전                 | 외떡잎속씨식물 가운데 벼과식물(grasses)이 다양하게 번창하면서 초원(grassland)이라는 것이 나타나다. 추위에 강한 패충류와 유공충의 다양성이 조금 증가한 반면, 복족류, 파충류, 양서류, 다구치목 포유류는 대량절멸을 겪다. 현생 포유류 대부분이 출현하기 시작하다. 글립토돈과, 땅늘보, 개과, 페커리, 수리, 수리매가 출현하다. 이빨고래와 수염고래가 다양하게 번창하다. |
| 3300만 년 전                 | 주머니늑대과 유대류가 출현하다(바드이키누스). |
| 3000만 년 전                 | 만각류, 유칼립투스, 돼지, 고양이가 출현하다. 엠브리토포다, 브론토테리움이 절멸하다. |
| 2800만 년 전                 | 역사상 최대의 육상포유동물 파라케라테리움이 출현하다. 사다새가 출현하다. |
| 2500만 년 전                 | 역사상 최대의 날 수 있는 새 펠라고르니스 산데르시가 출현하다. 사슴이 출현하다. |
| 2400만 년 전                 | 기각류가 출현하다. |
| 2300만 년 전                 | 타조과가 출현하다. 참나무가 출현하다. |
| 2000만 년 전                 | 기린, 하이에나, 큰개미핥기가 출현하다. 새의 다양성이 증가하다. |
| 1700만 년 전                 | 까마귀속이 출현하다. |
| 1500만 년 전                 | 마스토돈, 소과, 캥거루가 출현하다. 호주 거대동물의 다양성 번창. |
| 1000만 년 전                 | 초원과 사바나가 확립되다. 곤충, 특히 개미와 흰개미가 다양하게 번창하다. 말의 덩치가 커지고 장관치를 진화시키다. 초원 포유류와 뱀이 다양하게 번창하다. |
| 950만 년 전                  | 아메리카 대교환. 북미와 남미 사이에 육상동물과 민물동물이 오고가다. 아르마딜로, 주머니쥐, 벌새, 공포새, 땅늘보, 글립토돈이 남미에서 북미로, 말, 맥, 검치호, 재규어, 곰, 코아티, 페럿, 수달, 스컹크, 사슴이 북미에서 남미로 이동했다. |
| 900만 년 전                  | 오리너구리가 출현하다. |
| 650만 년 전                  | 침팬지와 인류가 갈라지다(사헬란트로푸스) |
| 600만 년 전                  | 오스트랄로피테신이 다양하게 분기하다(오로린, 아르디피테쿠스) |
| 500만 년 전                  | 나무늘보, 하마, 얼룩무늬물범이 출현하다. 대형 초식포유동물과 대형 육식포유동물이 다양하게 번창하다. 님라부스과가 절멸하다. |
| 480만 년 전                  | 맘모스가 출현하다. |
| 450만 년 전                  | 바다이구아나와 육지이구아나가 갈라지다. |
| 400만 년 전                  | 오스트랄로피테쿠스가 출현하다. 현생 코끼리, 기린, 얼룩말, 사자, 코뿔소, 가젤이 출현하다. |
| 360만 년 전                  | 대왕고래가 오늘날처럼 거대한 크기에 도달하다. |
| 300만 년 전                  | 황새치가 출현하다. |
| 270만 년 전                  | 파란트로푸스가 출현하다. |
| 250만 년 전                  | 스밀로돈이 출현하다. |
| 200만 년 전                  | 최초의 사람속 종인 호모 하빌리스가 출현하다. 고위도 지역에서 구과식물이 다양하게 번창하다. 인도 아대륙에서 소의 조상인 오록스가 출현하다. |
| 170만 년 전                  | 오스트랄로피테신 절멸하다. |
| 120만 년 전                  | 호모 안테세소르가 진화하다. 파란트로푸스속이 절멸하다. |
| 100만 년 전                  | 코요테가 출현하다. |
| 80만 년 전                   | 북미에서 짧은얼굴곰이 번성하다. |
| 60만 년 전                   | 하이델베르크인이 진화하다. |
| 40만 년 전                   | 북극곰이 출현하다. |
| 35만 년 전                   | 네안데르탈인이 진화하다. |
| 30만 년 전                   | 기간토피테쿠스가 절멸하다. |
| 25만 년 전                   | 아프리카에서 현생인류가 출현하다. |
| 5만 년 전                    | 현생인류가 아프리카 밖으로 진출하기 시작하다. 결국 유럽의 네안데르탈인과 아시아의 에렉투스계를 대체하고 유일한 인류종이 되다. |
| 4만 년 전                    | 최후의 거대도마뱀(메갈라니아)이 절멸하다. |
| 3만 년 전                    | 네안데르탈인이 절멸하다. 개가 가축화되다. |
| 1만 5000년 전                | 털코뿔소가 절멸하다. |
| 1만 1000년 전                | 짧은얼굴곰과 땅늘보가 절멸하다. 북미의 기제류가 모두 절멸해서 말은 구대륙에만 존재하게 되었다. |
| 10만 년 전                   | 최후빙하극성기가 끝나고 홀로세가 시작되다. 스밀로돈이 절멸하다. 털매머드도 대륙의 원종이 절멸하다. |
| 8000 년 전                   | 거대여우원숭이가 절멸하다. |
| 6000 년 전 (기원전 4000년경) | 마스토돈이 절멸하다. |
| 4500 년 전 (기원전 2500년경) | 북극해 브란겔섬에 왜소화되어 남아있던 최후의 털매머드가 절멸하다. |
| 600년 전 (기원후 1400년경)   | 모아와 하스트수리가 절멸하다. |
| 기원후 1627년                | 오록스가 절멸하다. |
| 기원후 1688년                | 도도새가 절멸하다. |
| 기원후 1768년                | 스텔러해우가 절멸하다. |
| 기원후 1883년                | 콰가가 절멸하다. |
| 기원후 1905년                | 일본늑대가 절멸하다. |
| 기원후 1914년                | 여행비둘기가 절멸하다. |
| 기원후 1936년                | 주머니늑대가 절멸하다. |
| 기원후 1937년                | 발리호랑이가 절멸하다. |
| 기원후 1952년                | 카리브해몽크물범가 절멸하다. |
| 기원후 2008년                | 양쯔강돌고래가 절멸하다. |
| 기원후 2011년                | 서부검은코뿔소가 절멸하다. |

## 같이 보기
- 식물의 진화
- 지질 시대
- 지구의 역사
- 사회문화적 진화